# Шумиха (нижний приток Томи)
Шумиха — река в России, протекает в Кемеровской и Томской областях, по низовьям реки проходит граница между областями.
Устье реки находится в 126 км по правому берегу реки Томь. Длина реки составляет 14 км.
В устье реки находится интересный природный объект — утёс «Аникин Камень» и Шумихинские курганы.

## Данные водного реестра
По данным государственного водного реестра России относится к Верхнеобскому бассейновому округу, водохозяйственный участок реки — Томь от города Кемерово и до устья, речной подбассейн реки — Томь. Речной бассейн реки — (Верхняя) Обь до впадения Иртыша.